# Улица Шеногина
У́лица Шено́гина — улица на западе Москвы в районе Хорошёво-Мнёвники Северо-Западного административного округа, проходит от 1-го Силикатного проезда к берегу Москвы-реки.

## Происхождение названия
Названа в 1957 году в память об участнике революций 1905 и 1917 годов, Гражданской и Великой Отечественной войн Фёдоре Шеногине (1888—1942).

## Расположение
Начинается от 1-го Силикатного проезда (возле пересечения с ним, на 2022 год, строится станция метро Звенигородская); проходит на юго-запад и заканчивается в промышленной зоне у берега Москвы-реки.

## Учреждения и организации

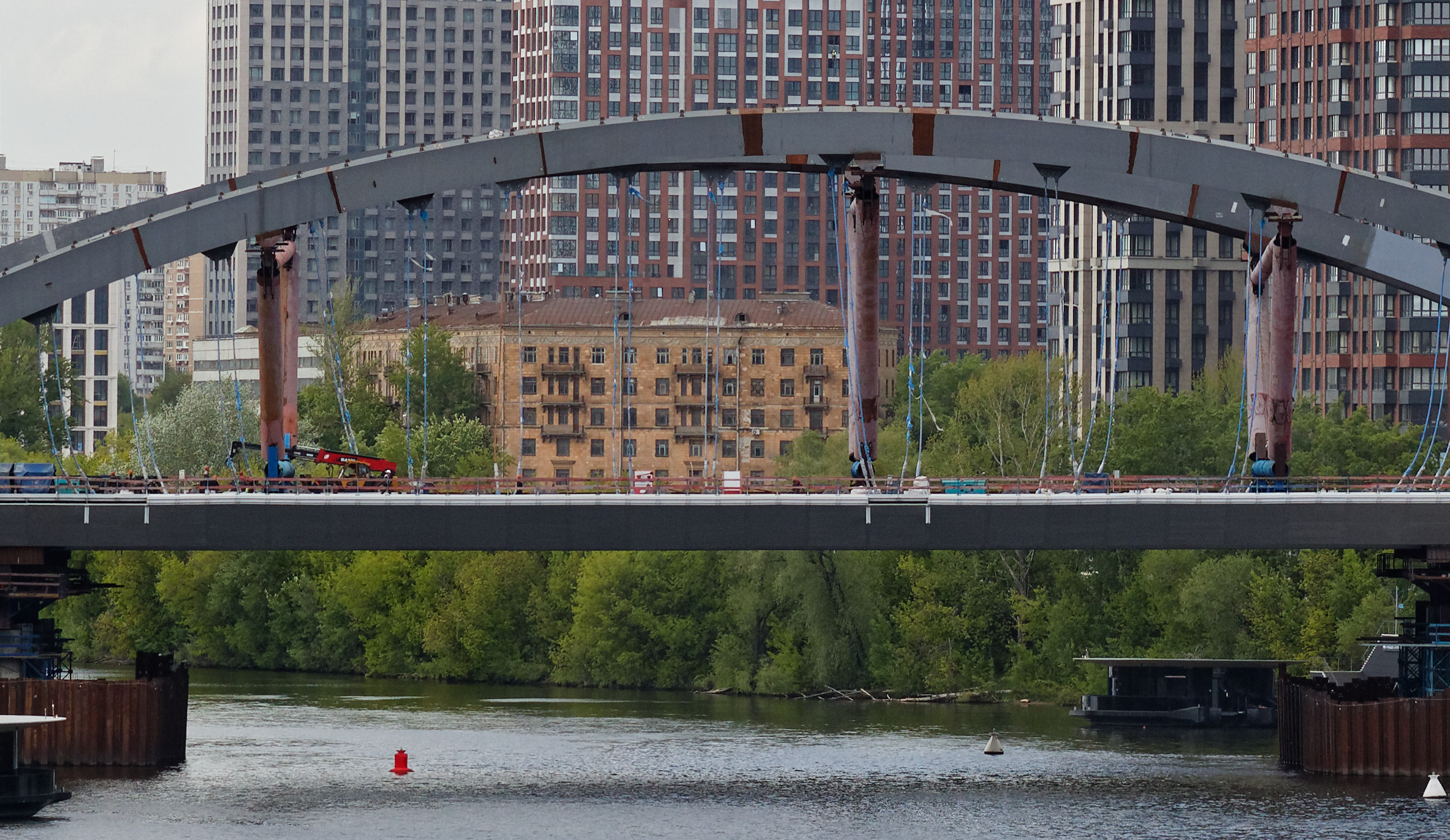
Вид с Шелепихинского моста на строящийся мост Академика Королёва и за ним — примыкание улицы Шеногина к набережной. В центре кирпичное здание ВнииИнМаша (Шеногина 4 строение 1)

До 2010-х годов по обе стороны улицы располагались производства железобетонных конструкций и асфальтобетона. К 2018 году по южной стороне улицы выстроен жилой высотный комплекс «Сердце Столицы», по северной стороне состоянию на лето 2025 года строится высотный ЖК «Сидней Сити». На углу Шелепихинской набережной сохранилось восьмиэтажное здание ВнииИнМаша постройки 1950-х годов.